# 중국저드
중국저드 또는 한낮저드(Meriones meridianus)는 쥐과 메리오네스속에 속하는 설치류의 일종이다. 아프가니스탄과 중국, 이란, 아제르바이잔, 카자흐스탄, 키르기스탄, 몽골, 러시아, 타지키스탄, 투르크메니스탄, 우즈베키스탄 모래 사막의 토착종이다. 야행성 동물임에도 "한낮저드"라는 일반명을 어떻게 얻게 되었는 지 불분명하다.

## 특징
중국저드는 중형 크기의 종으로 꼬리 길이를 제외한 몸길이는 꼬리 길이와 비슷한 95~134mm이고, 몸무게는 30~60g이다. 등 쪽 털은 거무스레한 바탕에 연하고 누르스름한 회색과 담갈색 또는 짙은 갈색이다. 배 쪽은 희고, 가슴을 가로질로 밝은 갈색 줄무늬가 있다. 꼬리 윗면은 갈색 또는 황토색이고, 아랫면은 살짝 연한 색을 띤다. 발톱은 희고, 뒷발 발바닥에 털이 무성하여 맨발이 거의 보이지 않는다.

## 분포 및 서식지
중국저드는 중앙아시아와 동아시아 대부분 지역에서 발견된다. 분포 지역은 카스피해부터 카자흐스탄과 러시아 남부를 거쳐 중국 북부와 몽골 남부 지역까지이다. 남쪽 한계선은 이란 북동부와 아프가니스탄 북부 지역이다. 아르메니아와 터키 동부에서 서식하는 것으로 기록되는 고립된 개체군은 아마도 달저드(Meriones dahli)로 추정된다. 일반적인 서식지는 모래 사막과 충적지 평원, 특히 관목이 군데 군데 서식하는 구릉지대 사막의 건조 모래 지역이다.

## 생태
중국저드는 복잡한 사회 구조와 함께 대형 집단 속에서 생활한다. 굴 입구는 보통 식물 바닥 부분에 있고, 통로 길이는 수평 방향으로 최대 4m이고, 수직 방향 길이는 수평 방향의 약 절반 정도이고 겨울에 더 깊다. 주로 야행성 동물이지만 가을과 겨울에는 낮에 밖으로 나올 수 있다. 먹이는 주로 씨앗과 과일이지만 곤충과 일부 식물을 먹기도 한다. 먹이 중 적은 양을 굴 속에 저장한다. 봄과 가을에 주로 번식을 하며 평균 약 6마리의 새끼를 낳는다.
아랄해가 줄어든 결과로 형성된 인공 사막, 아랄쿰 사막 모래 바닥에 가장 흔하게 발견되는 설치류는 중국저드로 이루어진 군집이다. 이 지역에 서식하는 다른 작은 설치류는 북부세발가락뛰는쥐와 리비아저드, 큰저빌이다. 이 동물들은 주변 지역보다 건조 해역에서 약 4배 더 풍부하고, 이 때문에 붉은여우와 코사크여우, 스텝긴털족제비, 얼룩족제비, 투르크메니스탄들고양이와 같은 육식동물을 끌어 모은다.

## 보전 상태
중국저드는 넓은 분포의 적당한 서식지에서 흔하게 발견되는 종이다. 대형 개체수 변동은 겨울의 거친 날씨와 먹이 가용성에 의존한다. 알려진 특별한 위협 요인은 없고, 국제 자연 보전 연맹(IUCN)이 보전 상태를 "관심대상종"으로 분류하고 있다.